# 雷纳托·德·马迪讷
雷纳托·德·马迪讷（義大利語：Renato De Martino，1843年7月15日—1903年4月1日），是意大利的外交官，曾担任驻清朝公使、驻日本公使、驻巴西公使、驻保加利亚公使。